# Chrysophryno andinensis
Chrysophryno andinensis är en tvåvingeart som beskrevs av Townsend 1929. Chrysophryno andinensis ingår i släktet Chrysophryno och familjen parasitflugor.
Artens utbredningsområde är Peru. Inga underarter finns listade i Catalogue of Life.